# Pałac Tyszkiewiczów w Wace Trockiej
Pałac Tyszkiewiczów w Wace Trockiej (lit. Trakų Vokės grafų Tiškevičių rūmai) – pałac należący do rodziny Tyszkiewiczów położony w Wace Trockiej.

## Historia
W latach 40. XIX w. od Ludwika Dąbrowskiego kupił Wakę Józef hr. Tyszkiewicz (1805-1844) herbu Leliwa, marszałek szlachty powiatu oszmiańskiego, właściciel Wołożyna i Połągi, Znajdował się tu drewniany dwór zbudowany przez Dąbrowskich. Po śmierci Józefa Tyszkiewicza w 1844 r. Wakę odziedziczył jego syn, Jan Witold Emanuel hr. Tyszkiewicz (1831-1892), marszałek powiatu wileńskiego. Postanowił zbudować nową siedzibę w Wace i przenieść się do niej. Obiekt zbudowano według projektu arch. Leandra Marconiego. Wzniósł on rezydencję wzorowaną na pałacu w warszawskich Łazienkach.
Ostatni właściciel, Jan Michał Tyszkiewicz, był osobą powszechnie szanowaną, posłem do Sejmu II Rzeczypospolitej. Zginął 31 maja 1939 r. w katastrofie lotniczej, wracając do rodziny w Wace Trockiej z rekolekcji w Międzyrzecu Podlaskim. Został pochowany w Wace Trockiej, przy kaplicy w rodzinnym majątku. Po wybuchu wojny hrabina Anna Tyszkiewiczowa wraz z trójką dzieci: Izabelą, Zygmuntem i Anną uciekła do Anglii. Zmarła w 1983 r. w Brighton. W pałacu zainstalowała się sowiecka komenda wojskowa, dzięki której cały majątek został rozgrabiony i zniszczony. W latach 1941–44 Niemcy zorganizowali tu szkołę rolniczą "Niederlandische Ost Compani", prowadzoną przez Holendrów. Całym majątkiem zarządzał arystokrata holenderski von Vorenkampf.
Po zakończeniu II wojny światowej majątek w Wace Trockiej (lit. Trakų Vokė) stał się kołchozem. W 1970 r. litewski Instytut Konserwacji Zabytków doprowadził do restauracji pałacu. Po jej zakończeniu zajęła go filia Litewskiego Naukowo-Badawczego Instytutu Rolnictwa. 
Na początku lat 90. XX wieku Instytut Rolnictwa wyprowadził się z pałacu i stał on opuszczony aż do 2005 r. Wtedy to najwyższe władze Litwy przekazały go na lat 99 Związkowi Szlachty Litewskiej, który urządził w jego wnętrzach Centrum Kultury Dworskiej. Odbywały się w nim różne imprezy kulturalne, doroczne święto "Szlachta na koniach", organizowane były wystawy prac młodych malarzy itp. (Dvaru Kulturos Centras). Zorganizowana została wystawa pokazująca dzieje Waki Trockiej i rodu Tyszkiewiczów.
W 2014 roku pałac został przekazany do gestii samorządu miasta Wilna, który po długich dyskusjach, podjął decyzję o przekazaniu pałacu w Wace Trockiej w zarządzanie Instytucji Pożytku Publicznego "Trakų Vokės dvaro sodyba". Instytucja ta ubiega się obecnie o środki unijne na odrestaurowanie pałacu i przywrócenie dawnego wyglądu parku.

## Architektura
Pałac posiada bogato rzeźbione, intarsjowane stropy w dwóch salach - odkryto je dopiero w 1970 r., gdy litewskie władze zwróciły się do polskich urzędów konserwatorskich w Warszawie z prośbą o dokumentację pałacu, potrzebną dla przeprowadzenia remontu. Dopiero z tych planów Litwini zorientowali się, że nad gładkim, podwieszonym przez Rosjan stropem zbitym z desek i wielokrotnie malowanym wapnem, znajdują się piękne kasetony i obrzeża sufitu zdobione stiukami.

## Park
Autorem parku był francuski architekt krajobrazu Édouard André. Park o powierzchni 23 ha, znajdujący się w pobliżu trasy wiodącej z Wilna do Trok, został otwarty w 1900 roku. Na jego terytorium znajdują się aleje, plac widokowy, trzy stawy oraz płynie rzeczka Waka.

## Galeria

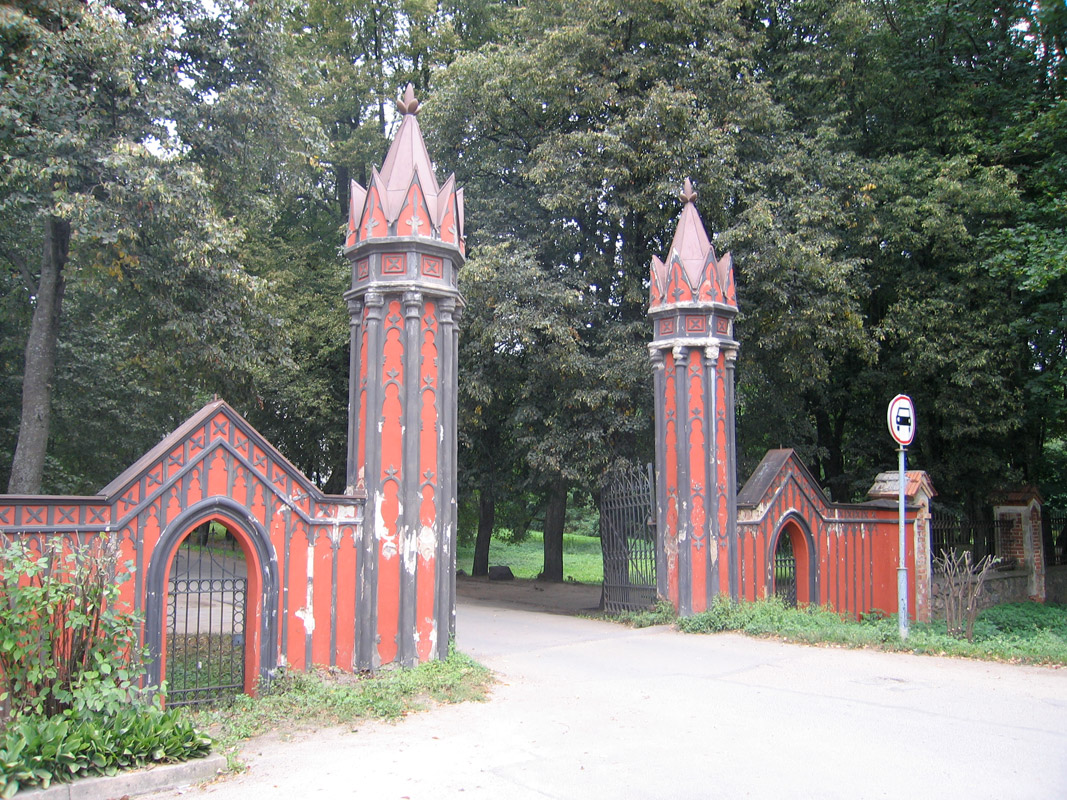
Brama wjazdowa do parku
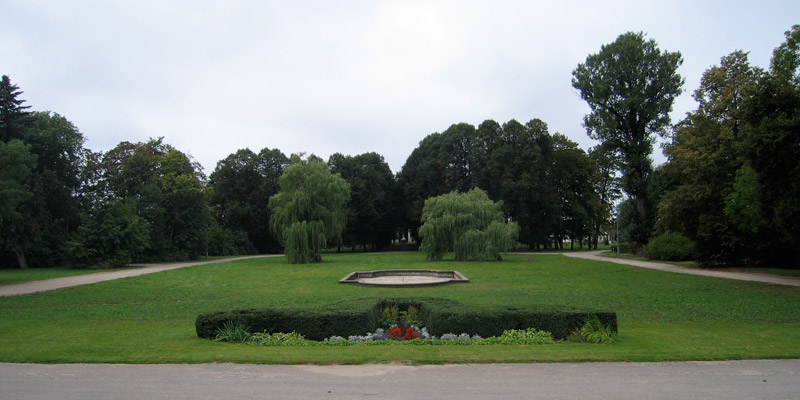
Park
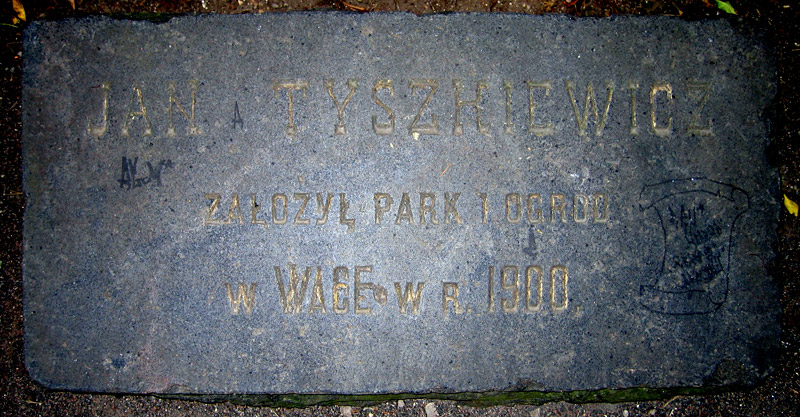
Pamiątkowa tablica w parku upamiętniająca jego założyciela Jana Tyszkiewicza